# Cicindela latesignata
Cicindela latesignata är en skalbaggsart som beskrevs av Leconte 1851. Cicindela latesignata ingår i släktet Cicindela och familjen jordlöpare.

## Underarter
Arten delas in i följande underarter:
- C. l. latesignata
- C. l. obliviosa